# Ростовская стачка 1902 года
Стачка в Ростове-на-Дону 1902 года — стачка рабочих Ростова-на-Дону, произошедшая в ноябре 1902 года.

## Начало стачки
В октябре 1902 года Донской комитет РСДРП обратился к рабочим с листовкой «Ко всем рабочим Главных мастерских Владикавказской дороги»:

«Долгие годы, изо дня в день, как каторжники, цепями прикованные к тачке, мы стоим у своих станков. Солнце иной раз заглянет сквозь тусклые стекла в мрачные мастерские, и чистый свет его слабеет от дыма и копоти... Но среди этой серой, беспросветной жизни, товарищи, среди вечного каторжного труда как звездочка, мерцает перед нами надежда, что истина и правда восторжествуют, что настанет день, когда мы вздохнем свободной грудью и громко воскликнем: «Да здравствует свобода!..» Но эта свобода не придет к нам сама, не спустится с небес. В жестоком бою должны мы завоевать ее... Товарищи! Помните, что нам предстоит великая борьба за наше освобождение! Помните, что для этой борьбы нужны мужественные люди, умеющие смело и стойко защищать свои права, свою честь, свое достоинство... Вперед, товарищи, на борьбу! Да здравствует стачка!.. Да здравствует свобода!..».— Из листовки "Ко всем рабочим Главных мастерских Владикавказской дороги"
Ситуацию также усугубляли не в меру строгие требования к рабочим, среди которых также были женщины и дети:

«Работа на фабрике начинается с 1 августа по 1 мая ежедневно с 8 часов утра и продолжается до 8 часов вечера включительно, с перерывом для обеда от 12 до 1 часу дня и для полудня с 3 часов до 3.30 пополудни; с 1 мая по 1 августа - с 7 часов утра до 8 часов вечера, с перерывом для обеда от 12 до 2 часов дня и для полудня с 4 часов до 4.30 пополудни...»— Из правил на табачной фабрике Асмолова
Последней каплей стало то, что мастер Вицкевич обсчитал рабочих котельного цеха. Когда рабочие потребовали жалование, Вицкевич грубо прогнал их.
2 ноября работы в цехе остановились...

## Ход стачки

3 ноября состоялись митинги с требованиями сократить рабочий день до 9 часов, повысить заработную плату на 20 %, устроить школу для детей рабочих, удалить из мастерских Вицкевича и других мастеров, грубо относившихся к рабочим.
4 ноября по заданию Донкома рабочие Гущин, Краснобризжий и Краузе продолжительным гудком подали сигнал к началу всеобщей стачки.
6-7 ноября стачка стала общегородской и приняла политический характер.
11 ноября полиция и казаки применили против забастовщиков, собравшихся на митинг, оружие. 6 чел. было убито и 17 ранено. Митинги в Ростове-на-Дону продолжались ещё 2 недели.

## Итог
О ростовских событиях ноября 1902 года В.И. Ленин писал:

«пролетариат впервые противопоставляет себя, как класс, всем остальным классам и царскому правительству»— Полн. собр. соч., 5 изд., т. 9, с. 251

## Память

В честь стачки назван проспект в Ростове-на-Дону. В 1975 году была открыта скульптурная композиция "Преемственность поколений" в Железнодорожном районе Ростова-на-Дону. 2 ноября 2014 года, к 112 летию стачки, коммунисты и комсомольцы Ростова-на-Дону провели массовый митинг в память героических борцов за права трудящихся на Дону.